# Русак 3994
Русак 3994 — вездеход-амфибия на шинах сверхнизкого давления. Предназначен для передвижения по бездорожью всех типов, включая снег, тундру, болото, песок, может преодолевать водные преграды. Вездеход выпускается в нескольких модификациях, отличающихся габаритами кузова и различными дополнительными опциями, производится компанией ООО «РУСАК». Конструкция вездехода разработана в Нижегородском государственном Техническом университете имени Р. Е. Алексеева. 
Название «Русак» является аббревиатурой, образованной от слов «Русская Арктическая Компания» (в настоящее время — «Русская Автомобильная Компания»).

## Особенности конструкции
Русак 3994 имеет герметичную раму-лодку, сделанную из стальных высоколегированных труб и обшитую алюминием. На вездеход устанавливается кузов собственной конструкции. Внешние кузовные панели изготовлены из стеклопластика и алюминия, каркас кузова — стальной. Стены и потолок салона вездехода также отделаны стеклопластиком.
На плаву Русак держится за счёт герметичности рамы и водоизмещения колёс. По воде вездеход может двигаться за счёт вращения колёс (в таком случае скорость составляет 4 км/ч), или с помощью двух водомётов (до 10 км/ч).
На вездеходе Русак используется два типа двигателей. В базовой модификации — обычный дизельный двигатель, расположенный спереди, под капотом. В гибридной — два электромотора, мощностью по 75 кВт каждый, расположенных между первой-второй и третей-четвертой осями соответственно. Каждый из них приводит в движение 4 колеса. Электродвигатели питаются от аккумуляторной батареи, электроэнергию для которой вырабатывают два небольших бензиновых двигателя Nissan объёмом 1,2 литра каждый. В этой модификации один из них расположен спереди, под капотом, а другой, — сзади. Внешне гибридная модификация отличается дополнительными решётками радиатора с боков в задней части кузова. Такое «дублирование» двигателей сделано в целях повышения надёжности — если один из двигателей выйдет из строя, вездеход останется на ходу.
Привод у Русака-3994 полный, управляемыми являются колёса 1 и 2 осей.
Первоначально на вездеход устанавливались шины сверхнизкого давления марки ТРЭКОЛ, в настоящее время Русак оснащается аналогичными шинами собственного производства с более крупным протектором.
На Русака могут устанавливаться различные дополнительные опции, такие как предпусковой подогреватель двигателя, автономный отопитель салона, система подкачки шин и др.
Так же особенностью Русака является низкая доля иностранных комплектующих — меньше 10 %.
Первоначально Русак 3994 выпускался только в 8-колёсной модификации, но в настоящее время, на заказ доступны также 6- и 4-колёсная модели.

## Технические характеристики
- Максимальная скорость по суше — 60 км/ч
- Максимальная скорость на воде — 10 км/ч (с двумя водомётами)
- Снаряжённая масса — 6300 кг
- Грузоподъёмность — 2,5 тонны
- Максимальный подъём — не менее 30 градусов
- Раздаточная коробка — собственного производства, 2-х ступенчатая с принудительной блокировкой дифференциала и приводом водомёта. Передаточное число низшей передачи 4,21. Передаточное число высшей передачи 1,67.
- Главные передачи — собственного производства, спирально-конические с принудительной блокировкой дифференциала, передаточное число 2,93.
- Привод колёс — собственного производства, с шарнирами равных угловых скоростей, с низкотемпературными пластиковыми пыльниками
- Колёсные редукторы — собственного производства оригинальной конструкции, планетарного типа, передаточное число 4.21
- Подвеска колёс — собственного производства независимая, пружинная, на двух поперечных рычагах, с гидравлическими амортизаторами
- Тормозные механизмы — дисковые с гидравлическим приводом, расположены в раме-лодке.
- Рулевое управление — с гидроусилителем, управляемыми являются колёса двух передних осей
- Водяной движитель — 2 водомёта, с приводом от раздаточной коробки (Устанавливаются не на все модели)
- Шины — ТРЭКОЛ 1650х700-635 (25″) или собственного производства 1650х650-635 (25″) или 1650х570х-635 (25″) (Для соблюдения максимально допустимой ширины т/с)
- Рабочее давление в шинах — может изменяться в пределах 0,15…0,8 атм.
- Система подкачки шин — 2-х контурная, первый контур — 4 колеса 1 и 2 осей, второй контур — 4 колеса 3 и 4 осей (Устанавливаются не на все модели)
- Колёсные диски — оригинальной конструкции с бедлоком, 25″
- Количество мест — 16
- Расположение мест в салоне — 1-й ряд (водитель и пассажир) + 2 ряд (2 пассажира против движения) + 12 по бортам (6 человек по каждому борту)

## Галерея

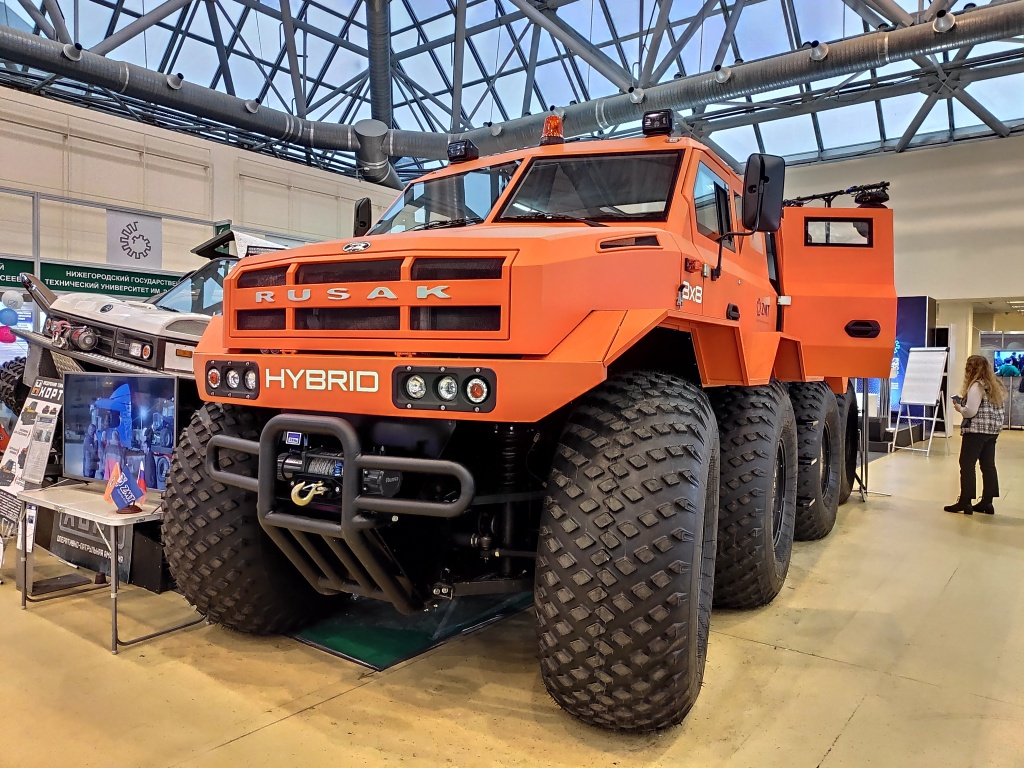
«Русак-3994» 8х8 на выставке Вузпромэкспо 2019
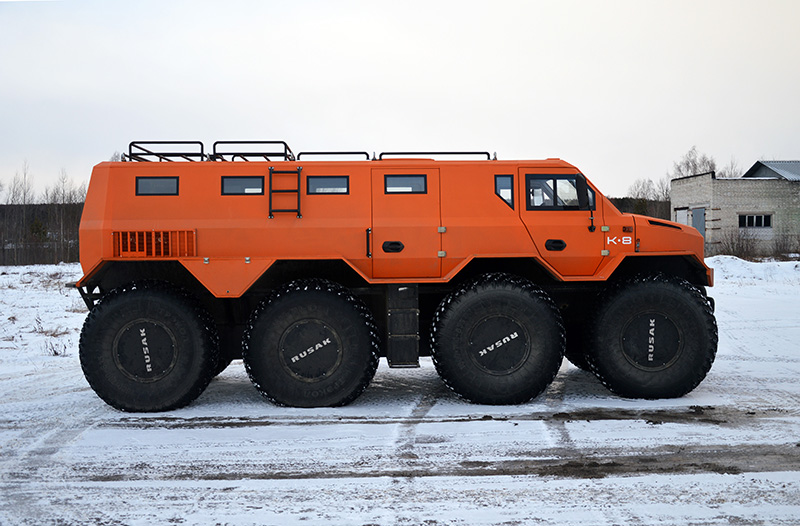
Благодаря очень малым свесам и четырём осям «Русак-3994» обладает очень хорошей геометрической проходимостью
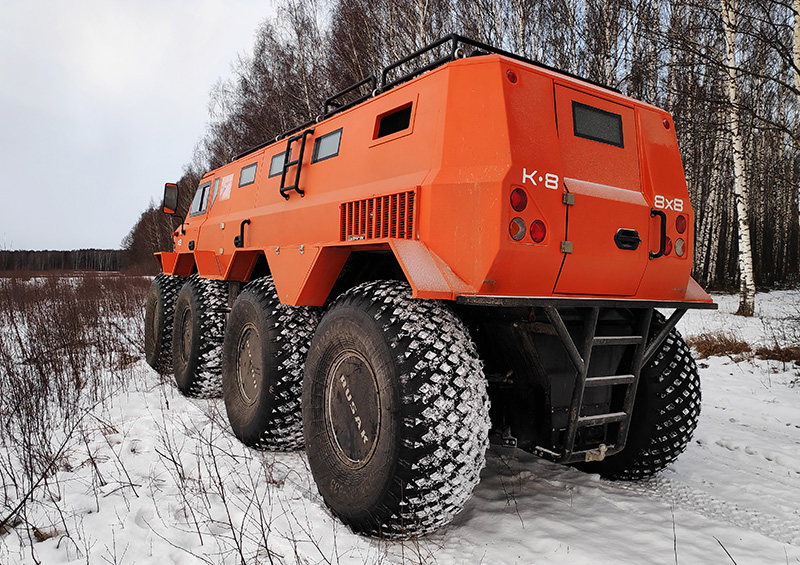
Внешне гибридная модификация отличается дополнительными решётками радиатора с обеих сторон в задней части кузова…
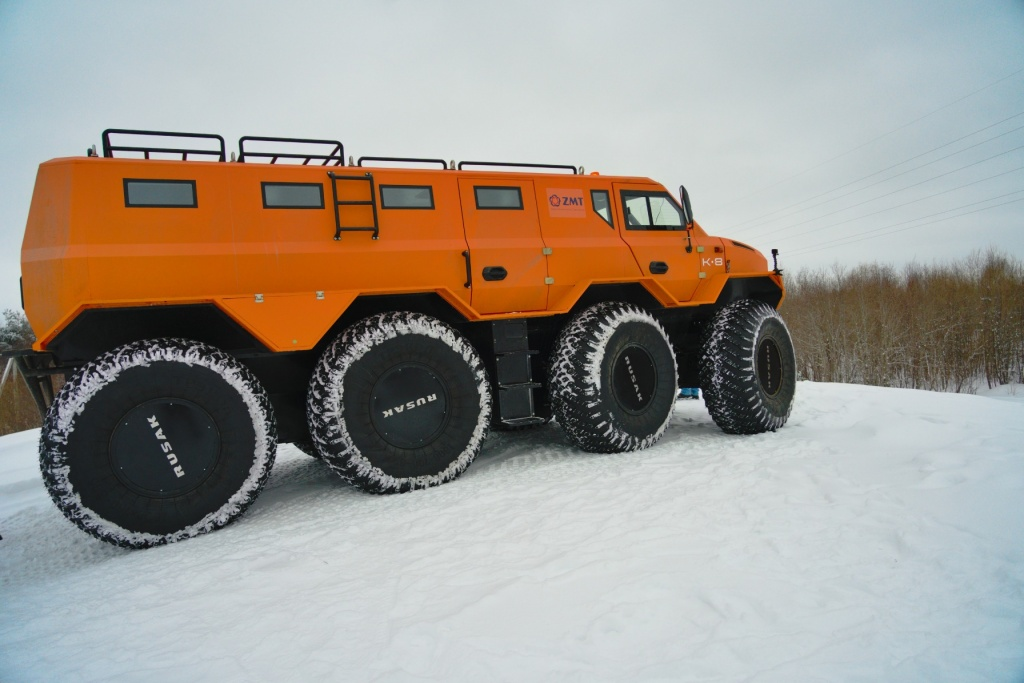
…которых нет в модификации с обычным дизельным двигателем
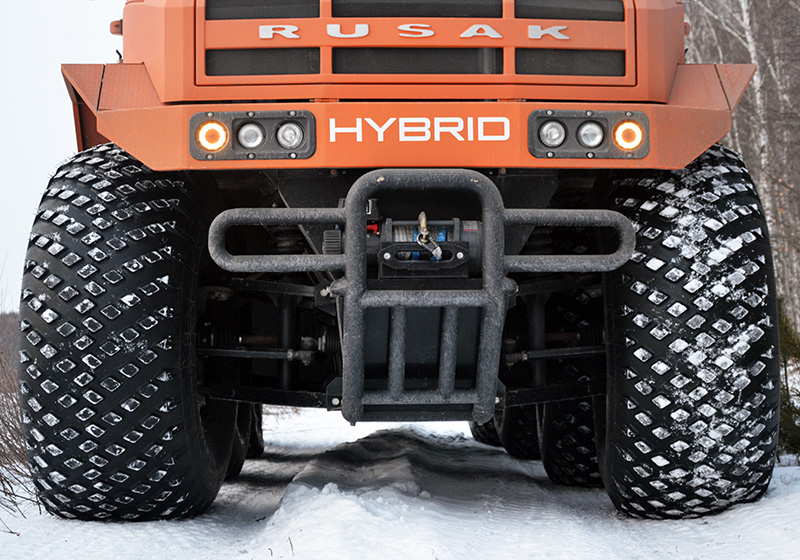
Передняя подвеска
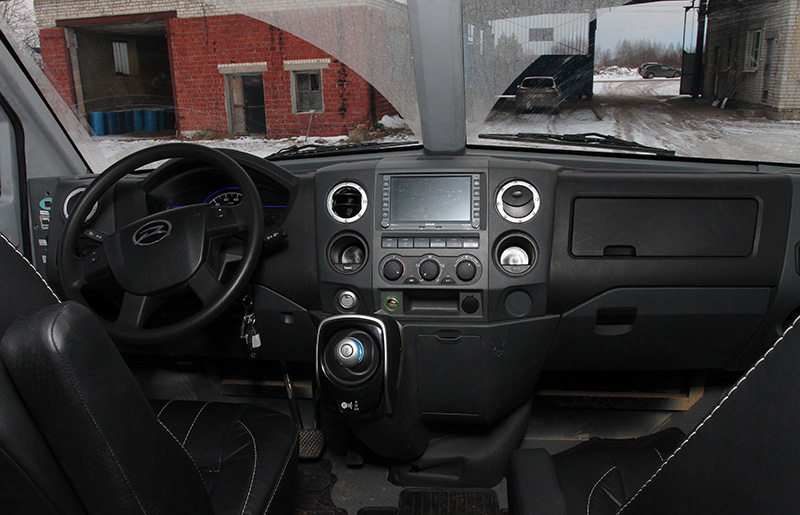
Салон вездехода «Русак»